# Pitsligo Castle
Pitsligo Castle ist die Ruine einer Niederungsburg etwa 800 Meter östlich der Siedlung Rosehearty in der schottischen Council Area Aberdeenshire. W. Douglas Simpson beschrieb die Burg als eines der „Nine Castles of the Knuckle“, eine Bezeichnung, die sich auf die felsige Landzunge im Nordosten der Grafschaft bezieht.
Der Ursprung war ein Donjon aus dem 15. Jahrhundert. In der Westmauer des äußeren Hofes befindet sich ein Torbogen mit der Jahreszahl 1656 und den Wappen der Clans Forbes und Erskine. Im inneren Hof kann man die Jahreszahl 1663 lesen. An der Nordostecke des Hofes liegt ein hoher Rundturm. Der Hauptturm hatte drei Stockwerke mit Gewölbedecken, von denen alle bis auf das unterste Geschoss verschwunden sind. In der Nordostecke gibt es einen besser erhaltenen Treppenturm. Über dem Eingang zum Hof sind Schilder mit der Jahreszahl 1577 angebracht.
Historic Scotland hat Pitsligo Castle als Scheduled Monument gelistet.